# طابع الاحتلال البريطاني للعراق المقلوب
طابع الاحتلال البريطاني للعراق المقلوب وهو طابع عثماني بلونين رصاصي وبني محمر ذات خطأ طباعي بقلب الصورة في وسط الطابع، والصورة في وسط الطابع هي لسبيل السلطان سليمان. يحمل الطابع في الأصل قيمة اسمية مقدارها 1.75 قرش عثماني، وهو موشح بعبارة (Iraq in British occupation) والتي تعني "العراق تحت الاحتلال البريطاني"، مع توشيح بقيمة الطابع ومقدارها أربعة آنات.
طبع هذا الطابع في ورقة طوابع بريدية تتكون من 100 طابع، ويبدو أنها استخدمت جميعا في العراق، ولا يوجد مثال للطابع الخطأ بدون توشيح ضمن الطوابع العثمانية.
يتوفر من الطابع خمسة نماذج معروفة حتى الآن، جميعها مستعملة. رقم الطابع في دليل طوابع ستانلي جيبونز هو N34a# (كتالوج بريطاني مشهور) وقيمته المقدرة فيه هي 32,000 جنيه إسترليني.

## أمثلة على الطوابع المتوفرة
من بين الطوابع الخمسة المتوفرة عالميا، تتوفر المعلومات التالية:
| # | الوصف | الصورة | الرمز                                         |
| - | --- | ------ | --------------------------------------------- |
| 1 | طابع عثماني بلونين رصاصي وبني محمر موشح بعبارة (Iraq in British occupation) والتي تعني العراق تحت الاحتلال البريطاني، مع توشيح بقيمة الطابع. هذا الطابع متوسط جيد للغاية ضمن هوامش كبيرة، ويمتاز بألوان غنية وعميقة، يوجد على الطابع ختم دائري مزدوج خفيف في المنتصف مؤرخ بتاريخ 17 مايو 1920، بعض العيوب الصغيرة بما في ذلك بعض المناطق الرقيقة، لا تؤثر أي منها على مظهره الجيد جدًا، ولا تعد ذات أهمية نظرًا لمكانة هذا الطابع لأنه من أندر طوابع المركز المقلوب المعروفة؛ هذا الطابع بالذات كان مثال القائمة الأصلي لكل من دليل سكوت للطوابع ودليل طوابع ستانلي جيبونز. قيمته التقديرية حسب دليل طوابع ستانلي جيبونز 22,000 جنيه إسترليني، لكن قيمته التقديرية أقل في دليل سكوت للطوابع، وقد بيع في مزاد بمبلغ 17,000 دولار أمريكي.                          |        | (Mi #IQ 7K) Sn: IQ N34a Yt: :IQ 32a Sg: IQ 7a |
| 2 | طابع عثماني بلونين رصاصي وبني محمر موشح بعبارة (Iraq in British occupation) والتي تعني العراق تحت الاحتلال البريطاني، مع توشيح بقيمة الطابع. يمتاز مستعمل، مع إلغاء غير بارز "جسر مارشال" يظهر جزءًا من تاريخ السنة "1920". مثال جيد جدا، حيث أن ختم البريد يظهر في أعلى الطابع يترك معظم المركز المقلوب مرئيًا بسهولة، بحالة جيدة جدًا. مصحوب بشهادة سيرجيو سيسموندو لعام 2018 تسرد جميع الأمثلة الخمسة المعروفة، بالإضافة إلى تاريخ الإصدار. مع وجود خمسة أمثلة معروفة فقط، فإن هذا بالتأكيد أحد أندر إصدارات المركز المقلوب في العالم، ويستحق أفضل مجموعة. بيع بمبلغ 30,000 دولار كندي بالإضافة إلى 15% علاوة للمشتري. حتى ظهور هذا الطابع كان يعتقد أن الطوابع المتوفرة منه كانت أربع فقط. بيه هذه الطابع في مزاد بتاريخ 23 و24 يناير 2019 في أوتاوا في كندا. |        | (Mi #IQ 7K) Sn: IQ N34a Yt: :IQ 32a Sg: IQ 7a |

## الطوابع الأخرى
الطوابع الأخرى الشبيهة بالطابع الخطأ هي كما يلي:
| # | الوصف | الصورة | الرمز                                         |
| - | --- | ------ | --------------------------------------------- |
| 1 | طابع عثماني بلونين رصاصي وبني محمر قيمته الاسمية 1.75 قرش عثماني، وهو بدون أخطاء.                                                                            |        | (Mi #TR 237) Sn: TR 262 Yt: TR 185 Sg: TR 507 |
| 2 | طابع عثماني بلونين رصاصي وبني محمر موشح بعبارة (Iraq in British occupation) والتي تعني العراق تحت الاحتلال البريطاني، مع توشيح بقيمة الطابع، وهو بدون أخطاء. |        | (Mi #IQ 7) Sn: IQ N34 Yt: :IQ 32 Sg: IQ 7     |